# Ned med støjen!
Ned med støjen! er en dansk oplysnings- og dokumentarfilm fra 1982 instrueret af Nils Vest og efter manuskript af Palle Voss og Jan Voetmann.

## Handling
Film om hvordan man med ofte kun små midler kan reducere støjen i industriproduktionen og derved samtidigt skåne folk for høreskader.
Filmen er produceret på bestilling fra Arbejdsmiljøfondet.